# Skovlunde Kirke
Skovlunde kirke blev indviet pinsedag 1972. Kirken blev tegnet af arkitekten M.A.A Aage Porsbo.

## Eksterne kilder og henvisninger
- Skovlunde Kirke hos Skovlundekirke.dk
- Skovlunde Kirke hos KortTilKirken.dk